# Trichastoma celebense
Trichastoma celebense е вид птица от семейство Pellorneidae.

## Разпространение
Видът е разпространен в Индонезия.